# Cyklus Coriových

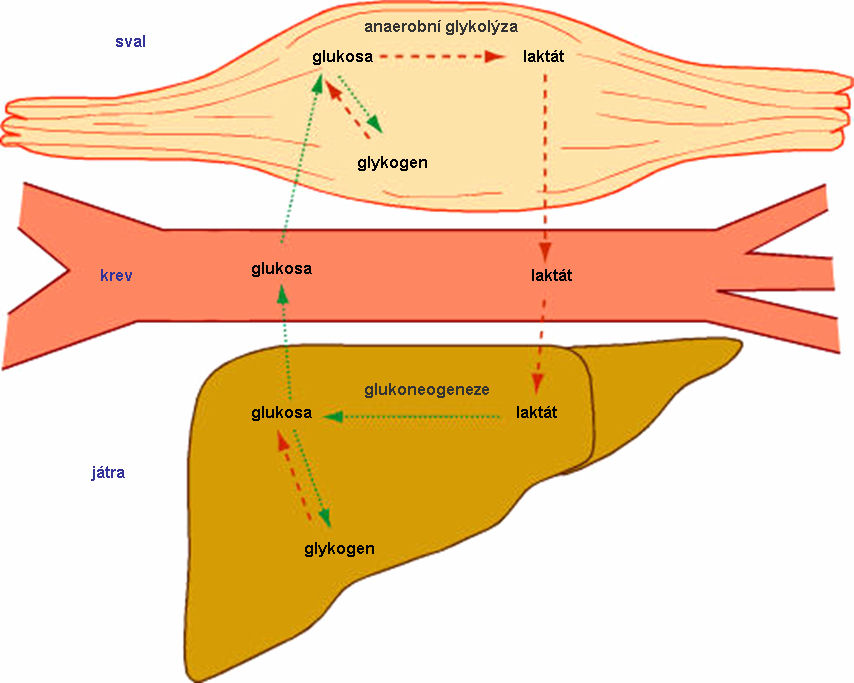
Cyklus Coriových

Cyklus Coriových (také nazývaný jako Coriho cyklus) je označení pro propojení anaerobní glykolýzy ve svalech s glukoneogenezí v játrech. Pojmenován je podle Carla a Gerty Coriových, kteří tento cyklus poprvé popsali.

## Popis cyklu Coriových
Při anaerobní glykolýze (rozkladu glukózy za nedostatku kyslíku) vzniká ve svalu pyruvát, který je redukován na laktát. Laktát je krví dopraven do jater, kde je zpětně oxidován na pyruvát. Pyruvát je v játrech za spotřeby energie zpětně převáděn na glukózu, která je krví dopravována zpět do svalu. Tento děj zabraňuje hromadění toxického laktátu v krvi a pomáhá udržovat stálou hladinu glukózy v krvi.
| CH3-CO-COOH | →       | CH3-CHOH-COOH | →       | CH3-CO-COOH |
| pyruvát     | redukce | laktát        | oxidace | pyruvát     |

## Anaerobní glykolýza
Anaerobní glykolýza je hlavním zdrojem energie pro tzv. bílá rychlá svalová vlákna (svalová vlákna typu II.B) při normální zátěži a pro ostatní kosterní svalovinu v době zvýšené zátěže, kdy se nedostává kyslíku a je proto znemožněno získávat energii z beta oxidace mastných kyselin. Nedostatek kyslíku znemožňuje lepší využití energie obsažené v glukóze a také regeneraci redukčních ekvivalentů NADH, které jsou zredukovány během glykolýzy. Aby mohla glykolýza probíhat i za anaerobních podmínek, je její výsledný produkt – pyruvát redukován pomocí enzymu laktátdehydrogenázy a NADH na laktát (kyselinu mléčnou) a NAD+. NAD+ pak může být opět využito ke glykolýze.

## Laktát
Hromadění laktátu zvyšuje kyselost prostředí ve svalu a usnadňuje tak uvolňování kyslíku v takovýchto tkáních (vliv tzv. Bohrova efektu). Nicméně příliš zvýšená koncentrace laktátu je nebezpečná.
Zvýšená acidóza svalu je také zodpovědná za bolest svalu po velké námaze. Navíc při extrémní zátěži laktát přispívá k celkové acidóze (pokles pH krve a tělních tekutin pod 7,35), který může být fatální.
Laktát je krví odváděn do jater, kde je opět pomocí enzymu laktátdehydrogenázy (LDH) reoxidován (znovu oxidován) na pyruvát. Opačná reakce (přeměna laktátu na pyruvát) je v játrech preferována díky nízké koncentraci pyruvátu, který je odčerpáván glukoneogenezí.

## Glukoneogeneze
Stálá hladina glukózy v krvi je pro tělo velmi důležitá. Hlavním důvodem je fakt, že některé orgány (např. mozek, některé typy svalů) nejsou schopné využívat jiné látky jako zdroj energie (s výjimkou tzv. ketolátek).
Při nedostatku glukózy se ji tělo snaží vyrábět z různých prekurzorů procesem nazývaným glukoneogeneze. Tento děj probíhá hlavně v játrech. Játra samy glukózu příliš nespotřebovávají a své metabolické výdaje pokrývají preferenčně beta oxidací mastných kyselin.
Glukoneogeneze je série několika spřažených reakcí při nichž je za dodání energie v podobě 6 ekvivalentů ATP a z dvou molekul pyruvátu nasyntetizována molekula glukózy. Spotřebované ATP fakticky snižuje výtěžnost uvolněné energie, což je cena, kterou organizmus platí za dočasně zvýšenou aktivitu svalu.

## Kyslíkový dluh
Během nadměrné zátěže svaly pracují za nedostatečného zásobení kyslíkem (takzvaný kyslíkový dluh) . Důsledkem je hromadění laktátu, který se pak musí v játrech přeměnit na glukózu v procesu glukoneogeneze. Spotřeba energie na syntézu glukózy je kryta převážně beta-oxidací mastných kyselin, která je doprovázena vysokou spotřebou kyslíku. Odstraňování laktátu probíhá v játrech ještě asi 30 minut po skončení zátěže a po tuto dobu je pozorována taktéž zvýšená spotřeba kyslíku, kterou se kyslíkový dluh splácí.